# Övertorneå
Övertorneå (nombre Meänkieli: Matarengi, nombre finlandés: Matarenki) es una ciudad de 2.000 habitantes, capital del municipio homónimo en la provincia de Norrbotten (Suecia).
Se encuentra en las orillas del río Torne, en el lado opuesto a Ylitornio (Övertorneå es la versión sueca de Ylitornio). Hasta que se estableció la frontera entre Suecia y Finlandia en el río Torne en 1809, los dos pueblos en lados opuestos del río eran uno solo.